# Ronde van Romandië 2017
De Ronde van Romandië 2017 werd verreden tussen 25 en 30 april in Romandië, Zwitserland. Het was de 71e editie van deze meerdaagse wielerkoers. De start vond plaats in Aigle en Lausanne was de finishplaats . De winnaar van vorig jaar, de Colombiaan Nairo Quintana werd opgevolgd door de Richie Porte op de lijst van winnaars. Hij was hiermee de derde Australiër na Phil Anderson (1989) en Cadel Evans (2006, 2011) die deze ronde won.

## Deelnemende ploegen
| 18 UCI World Tour-ploegen | 18 UCI World Tour-ploegen | 18 UCI World Tour-ploegen | 1 wildcard          |
| ------------------------- | ------------------------- | ------------------------- | ------------------- |
| AG2R La Mondiale          | Dimension Data            | Orica-Scott               | Wanty-Groupe Gobert |
| Astana                    | FDJ                       | Quick-Step Floors         |                     |
| Bahrein-Merida PCT        | Katjoesja Alpecin         | Sky                       |                     |
| BMC Racing Team           | LottoNL-Jumbo             | Sunweb                    |                     |
| BORA-hansgrohe            | Lotto Soudal              | Trek-Segafredo            |                     |
| Cannondale-Drapac         | Movistar                  | UAE Team Emirates         |                     |
|                           |                           |                           |                     |
|                           |                           |                           |                     |

### Startlijst
Movistar Team
- 1.  Alex Dowsett
- 2.  Rubén Fernández
- 3.  Jesús Herrada
- 4.  Carlos Betancur
- 5.  Richard Carapaz
- 6.  Winner Anacona
- 7.  Andrey Amador
- 8.  Jonathan Castroviejo

Quick Step Floors
- 11.  Rémi Cavagna
- 12.  Maximilian Schachmann
- 13.  David de la Cruz
- 14.  Davide Martinelli
- 15.  Bob Jungels
- 16.  Tim Declercq
- 17.  Maximiliano Richeze
- 18.  Martin Velits

BMC Racing Team
- 21.  Nicolas Roche
- 22.  Daniel Oss
- 23.  Danilo Wyss
- 24.  Michael Schär
- 25.  Stefan Küng
- 26.  Tejay van Garderen
- 27.  Richie Porte
- 28.  Tom Bohli

Orica-Scott
- 31.  Michael Albasini
- 32.  Jack Haig
- 33.  Robert Power
- 34.  Damien Howson
- 35.  Sam Bewley
- 36.  Simon Yates
- 37.  Roman Kreuziger
- 38.  Alexander Edmondson

Team Sky
- 41.  Elia Viviani
- 42.  Ian Boswell
- 43.  David López
- 44.  Vasil Kiryjenka
- 45.  Gianni Moscon
- 46.  Peter Kennaugh
- 47.  Owain Doull
- 48.  Christopher Froome

Trek-Segafredo
- 51.  Jarlinson Pantano
- 52.  Michael Gogl
- 53.  Peter Stetina
- 54.  Jesús Hernández
- 55.  Gregory Daniel
- 56.  Fabio Felline
- 57.  André Cardoso
- 58.  Fumiyuki Beppu

BORA-Hansgrohe
- 61.  Lukas Pöstlberger
- 62.  Paweł Poljański
- 63.  Michael Schwarzmann
- 64.  Juraj Sagan
- 65.  Silvio Herklotz
- 66.  Marcus Burghardt
- 67.  Emanuel Buchmann
- 68.  Christoph Pfingsten

Team Sunweb
- 71.  Warren Barguil
- 72.  Johannes Fröhlinger
- 73.  Tom Stamsnijder
- 74.  Laurens ten Dam
- 75.  Lennard Kämna
- 76.  Chad Haga
- 77.  Georg Preidler
- 78.  Wilco Kelderman

Cannondale Drapac Pro Cycling
- 81.  Rigoberto Urán
- 82.  Toms Skujins
- 83.  Kristijan Koren
- 84.  Simon Clarke
- 85.  Brendan Canty
- 86.  William Clarke
- 87.  Wouter Wippert
- 88.  Nathan Brown

Team LottoNL-Jumbo
- 91.  Juan José Lobato
- 92.  Antwan Tolhoek
- 93.  Koen Bouwman
- 94.  Alexey Vermeulen
- 95.  Jurgen Van den Broeck
- 96.  Robert Gesink
- 97.  Victor Campenaerts
- 98.  Primož Roglič

Team Katjoesja Alpecin
- 101.  Rein Taaramäe
- 102.  Pavel Kotsjetkov
- 103.  José Gonçalves
- 104.  Alberto Losada
- 105.  Vjatsjeslav Koeznetsov
- 106.  Matvej Mamykin
- 107.  Ilnoer Zakarin
- 108.  Simon Špilak

Lotto-Soudal
- 111.  Tosh Van der Sande
- 112.  Kris Boeckmans
- 113.  James Shaw
- 114.  Sander Armée
- 115.  Rémy Mertz
- 116.  Moreno Hofland
- 117.  Thomas De Gendt
- 118.  Maxime Monfort

Bahrain-Merida
- 121.  Jon Izagirre
- 122.  Tsgabu Grmay
- 123.  Ondřej Cink
- 124.  Janez Brajkovič
- 125.  Meiyin Wang
- 126.  Yukiya Arashiro
- 127.  Antonio Nibali
- 128.  Sonny Colbrelli

Ag2r-La Mondiale
- 131.  Mathias Frank
- 132.  Christophe Riblon
- 133.  Nans Peters
- 134.  Samuel Dumoulin
- 135.  Hugo Houle
- 136.  Mikaël Cherel
- 137.  Alexis Vuillermoz
- 138.  Pierre-Roger Latour

FDJ
- 141.  Johan Le Bon
- 142.  David Gaudu
- 143.  Sébastien Reichenbach
- 144.  Léo Vincent
- 145.  Odd Christian Eiking
- 146.  Arnaud Courteille
- 147.  Kevin Reza
- 148.  Lorenzo Manzin

UAE Team Emirates
- 151.  Ben Swift
- 152.  Oliviero Troia
- 153.  Louis Meintjes
- 154.  Matteo Bono
- 155.  Manuele Mori
- 156.  Simone Consonni
- 157.  Anass Aït el Abdia
- 158.  Diego Ulissi

Astana
- 161.  Tanel Kangert
- 162.  Nikita Stalnov
- 163.  Baqtïyar Qojatajev
- 164.  Andrij Hryvko
- 165.  Oscar Gatto
- 166.  Laurens De Vreese
- 167.  Sergej Tsjernetski
- 168.  Peio Bilbao

Team Dimension Data
- 171.  Youcef Reguigui
- 172.  Jacobus Venter
- 173.  Mekseb Debesay
- 174.  Jay Robert Thomson
- 175.  Adrien Niyonshuti
- 176.  Merhawi Kudus
- 177.  Natnael Berhane
- 178.  Daniel Teklehaimanot

Team Wanty-Groupe Gobert
- 181.  Dion Smith
- 182.  Guillaume Martin
- 183.  Xandro Meurisse
- 184.  Andrea Pasqualon
- 185.  Frederik Veuchelen
- 186.  Marco Minnaard
- 187.  Thomas Degand
- 188.  Fabien Doubey

## Etappe-overzicht
| Etappe  | Datum    | Startplaats    | Finishplaats | Afstand           | Type                | Winnaar          | Klassementsleider |
| ------- | -------- | -------------- | ------------ | ----------------- | ------------------- | ---------------- | ----------------- |
| Proloog | 25 april | Aigle          | Aigle        | 4,8 km            | Proloog             | Fabio Felline    | Fabio Felline     |
| 1e      | 26 april | Aigle          | Champéry     | 173,3 km          | Bergrit             | Michael Albasini | Fabio Felline     |
| 2e      | 27 april | Champéry Aigle | Bulle        | 160,7 km 136,5 km | Bergrit             | Stefan Küng      | Fabio Felline     |
| 3e      | 28 april | Payerne        | Payerne      | 187 km            | Heuvelrit           | Elia Viviani     | Fabio Felline     |
| 4e      | 29 april | Domdidier      | Leysin       | 163,5 km          | Bergrit             | Simon Yates      | Simon Yates       |
| 5e      | 30 april | Lausanne       | Lausanne     | 18,3 km           | Individuele tijdrit | Primož Roglič    | Richie Porte      |

## Etappe-uitslagen

### Proloog
| Aigle – Aigle (4,8 km) (ITT) |                       |                    |       |
| Plaats                       | Naam                  | Ploeg              | Tijd  |
| 1                            | Fabio Felline         | Trek-Segafredo     | 5'57" |
| 2                            | Alex Dowsett          | Movistar Team      | + 2"  |
| 3                            | Alexander Edmondson   | Orica-Scott        | + 7"  |
| 4                            | Maximilian Schachmann | Quick-Step Floors  | + 8"  |
| 5                            | Victor Campenaerts    | Team LottoNL-Jumbo | z.t.  |
| 6                            | Primož Roglič         | Team LottoNL-Jumbo | + 9"  |
| 7                            | Vasil Kiryjenka       | Team Sky           | + 10" |
| 8                            | Tom Bohli             | BMC Racing Team    | z.t.  |
| 9                            | Johan Le Bon          | FDJ                | + 11" |
| 10                           | Christoph Pfingsten   | BORA-hansgrohe     | z.t.  |
|                              |                       |                    |       |
| 11                           | Koen Bouwman          | Team LottoNL-Jumbo | z.t.  |

| Algemeen klassement |                       |                    |       |
| Plaats              | Naam                  | Ploeg              | Tijd  |
| Gele trui           | Fabio Felline         | Trek-Segafredo     | 5'57" |
| 2                   | Alex Dowsett          | Movistar Team      | + 2"  |
| 3                   | Alexander Edmondson   | Orica-Scott        | + 7"  |
| 4                   | Maximilian Schachmann | Quick-Step Floors  | + 8"  |
| 5                   | Victor Campenaerts    | Team LottoNL-Jumbo | z.t.  |
| 6                   | Primož Roglič         | Team LottoNL-Jumbo | + 9"  |
| 7                   | Vasil Kiryjenka       | Team Sky           | + 10" |
| 8                   | Tom Bohli             | BMC Racing Team    | z.t.  |
| 9                   | Johan Le Bon          | FDJ                | + 11" |
| 10                  | Christoph Pfingsten   | BORA-hansgrohe     | z.t.  |
|                     |                       |                    |       |
| 11                  | Koen Bouwman          | Team LottoNL-Jumbo | z.t.  |

### 1e etappe
| Aigle – Champéry (173,3 km) |                    |                     |          |
| Plaats                      | Naam               | Ploeg               | Tijd     |
| 1                           | Michael Albasini   | Orica-Scott         | 4u31'16" |
| 2                           | Diego Ulissi       | UAE Team Emirates   | z.t.     |
| 3                           | Jesús Herrada      | Movistar Team       | z.t.     |
| 4                           | Natnael Berhane    | Team Dimension Data | z.t.     |
| 5                           | Chris Froome       | Team Sky            | z.t.     |
| 6                           | Peio Bilbao        | Astana Pro Team     | z.t.     |
| 7                           | Wilco Kelderman    | Team Sunweb         | z.t.     |
| 8                           | David de la Cruz   | Quick-Step Floors   | z.t.     |
| 9                           | Richard Carapaz    | Movistar Team       | z.t.     |
| 10                          | Pierre Latour      | AG2R La Mondiale    | z.t.     |
|                             |                    |                     |          |
| 17                          | Tosh Van der Sande | Lotto Soudal        | z.t.     |

| Algemeen klassement |                       |                        |          |
| Plaats              | Naam                  | Ploeg                  | Tijd     |
| Gele trui           | Fabio Felline         | Trek-Segafredo         | 4h39'07" |
| 2                   | Maximilian Schachmann | Quick-Step Floors      | + 8"     |
| 3                   | Jesús Herrada         | Movistar Team          | z.t.     |
| 4                   | Primož Roglič         | Team LottoNL-Jumbo     | + 9"     |
| 5                   | Jon Izagirre          | Bahrein-Merida         | + 12"    |
| 6                   | Bob Jungels           | Quick-Step Floors      | z.t.     |
| 7                   | José Gonçalves        | Team Katjoesja Alpecin | + 13"    |
| 8                   | Rubén Fernández       | Movistar Team          | z.t.     |
| 9                   | Michael Albasini      | Orica-Scott            | + 14"    |
| 10                  | Jonathan Castroviejo  | Movistar Team          | z.t.     |
|                     |                       |                        |          |
| 14                  | Wilco Kelderman       | Team Sunweb            | + 16"    |
| 30                  | Maxime Monfort        | Lotto Soudal           | + 24"    |

### 2e etappe
| Aigle – Bulle (136,5 km) |                     |                   |          |
| Plaats                   | Naam                | Ploeg             | Tijd     |
| 1                        | Stefan Küng         | BMC Racing Team   | 3u33'15" |
| 2                        | Andrij Hryvko       | Astana Pro Team   | z.t.     |
| 3                        | Sonny Colbrelli     | Bahrein-Merida    | + 20"    |
| 4                        | Alexander Edmondson | Orica-Scott       | z.t.     |
| 5                        | Ben Swift           | UAE Team Emirates | z.t.     |
| 6                        | Fabio Felline       | Trek-Segafredo    | z.t.     |
| 7                        | Tosh Van der Sande  | Lotto Soudal      | z.t.     |
| 8                        | Jarlinson Pantano   | Trek-Segafredo    | z.t.     |
| 9                        | Diego Ulissi        | UAE Team Emirates | z.t.     |
| 10                       | Maximiliano Richeze | Quick-Step Floors | z.t.     |
|                          |                     |                   |          |
| 12                       | Wilco Kelderman     | Team Sunweb       | z.t.     |

| Algemeen klassement |                       |                        |          |
| Plaats              | Naam                  | Ploeg                  | Tijd     |
| Gele trui           | Fabio Felline         | Trek-Segafredo         | 8u12'42" |
| 2                   | Maximilian Schachmann | Quick-Step Floors      | + 8"     |
| 3                   | Jesús Herrada         | Movistar Team          | z.t.     |
| 4                   | Primož Roglič         | Team LottoNL-Jumbo     | + 9"     |
| 5                   | Jon Izagirre          | Bahrein-Merida         | + 12"    |
| 6                   | Bob Jungels           | Quick-Step Floors      | z.t.     |
| 7                   | José Gonçalves        | Team Katjoesja Alpecin | + 13"    |
| 8                   | Rubén Fernández       | Movistar Team          | z.t.     |
| 9                   | Michael Albasini      | Orica-Scott            | + 14"    |
| 10                  | Jonathan Castroviejo  | Movistar Team          | z.t.     |
|                     |                       |                        |          |
| 14                  | Wilco Kelderman       | Team Sunweb            | + 16"    |
| 29                  | Maxime Monfort        | Lotto Soudal           | + 24"    |

### 3e etappe
| Payerne – Payerne (187 km) |                        |                        |          |
| Plaats                     | Naam                   | Ploeg                  | Tijd     |
| 1                          | Elia Viviani           | Team Sky               | 4u27'42" |
| 2                          | Sonny Colbrelli        | Bahrein-Merida         | z.t.     |
| 3                          | Michael Schwarzmann    | BORA-hansgrohe         | z.t.     |
| 4                          | Alexander Edmondson    | Orica-Scott            | z.t.     |
| 5                          | Samuel Dumoulin        | AG2R La Mondiale       | z.t.     |
| 6                          | Youcef Reguigui        | Team Dimension Data    | z.t.     |
| 7                          | Maximiliano Richeze    | Quick-Step Floors      | z.t.     |
| 8                          | Moreno Hofland         | Lotto Soudal           | z.t.     |
| 9                          | Vjatsjeslav Koeznetsov | Team Katjoesja Alpecin | z.t.     |
| 10                         | Juan José Lobato       | Team LottoNL-Jumbo     | z.t.     |
|                            |                        |                        |          |
| 23                         | Laurens De Vreese      | Astana Pro Team        | z.t.     |

| Algemeen klassement |                       |                        |           |
| Plaats              | Naam                  | Ploeg                  | Tijd      |
| Gele trui           | Fabio Felline         | Trek-Segafredo         | 12u40'24" |
| 2                   | Maximilian Schachmann | Quick-Step Floors      | + 8"      |
| 3                   | Jesús Herrada         | Movistar Team          | z.t.      |
| 4                   | Primož Roglič         | Team LottoNL-Jumbo     | + 9"      |
| 5                   | Jon Izagirre          | Bahrein-Merida         | + 12"     |
| 6                   | Bob Jungels           | Quick-Step Floors      | z.t.      |
| 7                   | José Gonçalves        | Team Katjoesja Alpecin | + 13"     |
| 8                   | Rubén Fernández       | Movistar Team          | z.t.      |
| 9                   | Michael Albasini      | Orica-Scott            | + 14"     |
| 10                  | Jonathan Castroviejo  | Movistar Team          | z.t.      |
|                     |                       |                        |           |
| 14                  | Wilco Kelderman       | Team Sunweb            | + 16"     |
| 29                  | Maxime Monfort        | Lotto Soudal           | + 24"     |

### 4e etappe
| Domdidier – Leysin (163,5 km) |                    |                     |          |
| Plaats                        | Naam               | Ploeg               | Tijd     |
| 1                             | Simon Yates        | Orica-Scott         | 4u10'03" |
| 2                             | Richie Porte       | BMC Racing Team     | z.t.     |
| 3                             | Emanuel Buchmann   | BORA-hansgrohe      | + 30"    |
| 4                             | Tejay van Garderen | BMC Racing Team     | + 43"    |
| 5                             | Rigoberto Urán     | Cannondale-Drapac   | + 52"    |
| 6                             | Diego Ulissi       | UAE Team Emirates   | z.t.     |
| 7                             | Pierre Latour      | AG2R La Mondiale    | z.t.     |
| 8                             | Louis Meintjes     | UAE Team Emirates   | z.t.     |
| 9                             | Damien Howson      | Orica-Scott         | z.t.     |
| 10                            | David Gaudu        | FDJ                 | z.t.     |
|                               |                    |                     |          |
| 13                            | Wilco Kelderman    | Team Sunweb         | z.t.     |
| 37                            | Thomas Degand      | Wanty-Groupe Gobert | + 1'32"  |

| Algemeen klassement |                  |                    |           |
| Plaats              | Naam             | Ploeg              | Tijd      |
| Gele trui           | Simon Yates      | Orica-Scott        | 16u50'35" |
| 2                   | Richie Porte     | BMC Racing Team    | + 19"     |
| 3                   | Emanuel Buchmann | BORA-hansgrohe     | + 38"     |
| 4                   | Fabio Felline    | Trek-Segafredo     | + 44"     |
| 5                   | Jesús Herrada    | Movistar Team      | + 52"     |
| 6                   | Primož Roglič    | Team LottoNL-Jumbo | + 53"     |
| 7                   | Jon Izagirre     | Bahrein-Merida     | + 56"     |
| 8                   | Bob Jungels      | Quick-Step Floors  | z.t.      |
| 9                   | Diego Ulissi     | UAE Team Emirates  | + 58"     |
| 10                  | Damien Howson    | Orica-Scott        | + 59"     |
|                     |                  |                    |           |
| 11                  | Wilco Kelderman  | Team Sunweb        | + 1'00"   |
| 40                  | Maxime Monfort   | Lotto Soudal       | + 1'48"   |

### 5e etappe
| Lausanne – Lausanne (18,3k km) (ITT) |                       |                        |         |
| Plaats                               | Naam                  | Ploeg                  | Tijd    |
| 1                                    | Primož Roglič         | Team LottoNL-Jumbo     | 24'58"  |
| 2                                    | Richie Porte          | BMC Racing Team        | + 8"    |
| 3                                    | Tejay van Garderen    | BMC Racing Team        | + 34"   |
| 4                                    | Jon Izagirre          | Bahrein-Merida         | z.t.    |
| 5                                    | Fabio Felline         | Trek-Segafredo         | z.t.    |
| 6                                    | Andrey Amador         | Movistar Team          | + 35"   |
| 7                                    | Jonathan Castroviejo  | Movistar Team          | + 41"   |
| 8                                    | Lennard Kämna         | Team Sunweb            | + 42"   |
| 9                                    | Chris Froome          | Team Sky               | + 46"   |
| 10                                   | Ilnoer Zakarin        | Team Katjoesja Alpecin | z.t.    |
|                                      |                       |                        |         |
| 11                                   | Wilco Kelderman       | Team Sunweb            | + 48"   |
| 20                                   | Jurgen Van den Broeck | Team LottoNL-Jumbo     | + 1'02" |

| Algemeen klassement |                    |                    |           |
| Plaats              | Naam               | Ploeg              | Tijd      |
| Gele trui           | Richie Porte       | BMC Racing Team    | 17u16'00" |
| 2                   | Simon Yates        | Orica-Scott        | + 21"     |
| 3                   | Primož Roglič      | Team LottoNL-Jumbo | + 26"     |
| 4                   | Fabio Felline      | Trek-Segafredo     | + 51"     |
| 5                   | Jon Izagirre       | Bahrein-Merida     | + 1'03"   |
| 6                   | Tejay van Garderen | BMC Racing Team    | + 1'16"   |
| 7                   | Wilco Kelderman    | Team Sunweb        | + 1'21"   |
| 8                   | Bob Jungels        | Quick-Step Floors  | + 1'22"   |
| 9                   | Jesús Herrada      | Movistar Team      | z.t.      |
| 10                  | Emanuel Buchmann   | BORA-hansgrohe     | + 1'24"   |

## Eindklassementen
| Plaats    | Naam                  | Ploeg                  | Tijd      |
| --------- | --------------------- | ---------------------- | --------- |
| Gele trui | Richie Porte          | BMC Racing Team        | 17u16'00" |
| 2         | Simon Yates           | Orica-Scott            | + 21"     |
| 3         | Primož Roglič         | Team LottoNL-Jumbo     | + 26"     |
| 4         | Fabio Felline         | Trek-Segafredo         | + 51"     |
| 5         | Jon Izagirre          | Bahrein-Merida         | + 1'03"   |
| 6         | Tejay van Garderen    | BMC Racing Team        | + 1'16"   |
| 7         | Wilco Kelderman       | Team Sunweb            | + 1'21"   |
| 8         | Bob Jungels           | Quick-Step Floors      | + 1'22"   |
| 9         | Jesús Herrada         | Movistar Team          | z.t.      |
| 10        | Emanuel Buchmann      | BORA-hansgrohe         | + 1'24"   |
| 11        | Damien Howson         | Orica-Scott            | + 1'28"   |
| 12        | Jonathan Castroviejo  | Movistar Team          | + 1'30"   |
| 13        | Diego Ulissi          | UAE Team Emirates      | + 1'40"   |
| 14        | Pierre Latour         | AG2R La Mondiale       | + 1'44"   |
| 15        | Ilnoer Zakarin        | Team Katjoesja Alpecin | + 1'45"   |
| 16        | David de la Cruz      | Quick-Step Floors      | + 1'46"   |
| 17        | Andrey Amador         | Movistar Team          | + 1'54"   |
| 18        | Chris Froome          | Team Sky               | + 1'55"   |
| 19        | Maximilian Schachmann | Quick-Step Floors      | + 1'58"   |
| 20        | Louis Meintjes        | UAE Team Emirates      | + 2'09"   |
|           |                       |                        |           |
| 31        | Maxime Monfort        | Lotto Soudal           | + 2'41"   |

| Plaats      | Naam                | Ploeg               | Punten |
| ----------- | ------------------- | ------------------- | ------ |
| Groene trui | Stefan Küng         | BMC Racing Team     | 66     |
| 2           | Fabio Felline       | Trek-Segafredo      | 65     |
| 3           | Alexander Edmondson | Orica-Scott         | 58     |
| 4           | Primož Roglič       | Team LottoNL-Jumbo  | 51     |
| 5           | Richie Porte        | BMC Racing Team     | 50     |
|             |                     |                     |        |
| 13          | Marco Minnaard      | Wanty-Groupe Gobert | 30     |
| 16          | Tosh Van der Sande  | Lotto Soudal        | 27     |

| Plaats    | Naam            | Ploeg             | Punten |
| --------- | --------------- | ----------------- | ------ |
| Roze trui | Sander Armée    | Lotto Soudal      | 67     |
| 2         | Simon Yates     | Orica-Scott       | 50     |
| 3         | Mikaël Cherel   | AG2R La Mondiale  | 22     |
| 4         | Simon Clarke    | Cannondale-Drapac | 19     |
| 5         | Richie Porte    | BMC Racing Team   | 16     |
|           |                 |                   |        |
| 15        | Wilco Kelderman | Team Sunweb       | 8      |

| Plaats     | Naam                  | Ploeg              | Tijd      |
| ---------- | --------------------- | ------------------ | --------- |
| Witte trui | Pierre Latour         | AG2R La Mondiale   | 17u17'44" |
| 2          | Maximilian Schachmann | Quick-Step Floors  | + 14"     |
| 3          | Jack Haig             | Orica-Scott        | + 36"     |
| 4          | Richard Carapaz       | Movistar Team      | + 1'32"   |
| 5          | David Gaudu           | FDJ                | + 1'34"   |
|            |                       |                    |           |
| 17         | Rémy Mertz            | Lotto Soudal       | + 24'49"  |
| 27         | Koen Bouwman          | Team LottoNL-Jumbo | + 40'04"  |

| Plaats | Naam                   | Tijd      |
| ------ | ---------------------- | --------- |
| 1      | Movistar Team          | 51u51'49" |
| 2      | Orica-Scott            | + 5"      |
| 3      | Quick-Step Floors      | + 1'13"   |
| 4      | BMC Racing Team        | + 1'53"   |
| 5      | Team Katjoesja Alpecin | + 2'59"   |
|        |                        |           |
| 10     | Team LottoNL-Jumbo     | + 5'42"   |

## Klassementenverloop
| Etappe       | Winnaar          | Algemeen klassement · | Puntenklassement · | Bergklassement · | Jeugdklassement ·     | Strijdlust ·    | Ploegenklassement |
| ------------ | ---------------- | --------------------- | ------------------ | ---------------- | --------------------- | --------------- | ----------------- |
| P            | Fabio Felline    | Fabio Felline         | Fabio Felline      | niet uitgereikt  | Alexander Edmondson   | niet uitgereikt | Movistar Team     |
| 1            | Michael Albasini | Fabio Felline         | Fabio Felline      | Simon Yates      | Maximilian Schachmann | Sander Armée    | Movistar Team     |
| 2            | Stefan Küng      | Fabio Felline         | Stefan Küng        | Sander Armée     | Maximilian Schachmann | Stefan Küng     | Movistar Team     |
| 3            | Elia Viviani     | Fabio Felline         | Stefan Küng        | Sander Armée     | Maximilian Schachmann | Thomas De Gendt | Movistar Team     |
| 4            | Simon Yates      | Simon Yates           | Stefan Küng        | Sander Armée     | Pierre Latour         | Sander Armée    | Orica-Scott       |
| 5            | Primož Roglič    | Richie Porte          | Stefan Küng        | Sander Armée     | Pierre Latour         | niet uitgereikt | Movistar Team     |
| 0Eindstanden | 0Eindstanden     | Richie Porte          | Stefan Küng        | Sander Armée     | Pierre Latour         | Sander Armée    | Movistar Team     |

Mannen: 1947 · 1948 · 1949 · 1950 · 1951 · 1952 · 1953 · 1954 · 1955 · 1956 · 1957 · 1958 · 1959 · 1960 · 1961 · 1962 · 1963 · 1964 · 1965 · 1966 · 1967 · 1968 · 1969 · 1970 · 1971 · 1972 · 1973 · 1974 · 1975 · 1976 · 1977 · 1978 · 1979 · 1980 · 1981 · 1982 · 1983 · 1984 · 1985 · 1986 · 1987 · 1988 · 1989 · 1990 · 1991 · 1992 · 1993 · 1994 · 1995 · 1996 · 1997 · 1998 · 1999 · 2000 · 2001 · 2002 · 2003 · 2004 · 2005 · 2006 · 2007 · 2008 · 2009 · 2010 · 2011 · 2012 · 2013 · 2014 · 2015 · 2016 · 2017 · 2018 · 2019 · 2020 · 2021 · 2022 · 2023 · 2024 · 2025
Vrouwen: 2022 · 2023 · 2024 · 2025
 Tour Down Under ·
 Great Ocean Road Race ·
 Abu Dhabi Tour ·
 Omloop Het Nieuwsblad ·
 Strade Bianche ·
 Parijs-Nice · 
 Tirreno-Adriatico · 
 Milaan-San Remo ·
 Ronde van Catalonië ·
 Dwars door Vlaanderen ·
 E3 Harelbeke ·
 Gent-Wevelgem ·
 Ronde van Vlaanderen ·
 Ronde van Baskenland ·
 Parijs-Roubaix ·
 Amstel Gold Race ·
 Waalse Pijl ·
 Luik-Bastenaken-Luik ·
 Ronde van Romandië ·
 Rund um den Finanzplatz Eschborn-Frankfurt ·
 Ronde van Italië ·
 Ronde van Californië ·
 Critérium du Dauphiné ·
 Ronde van Zwitserland ·
 Ronde van Frankrijk ·
 Clásica San Sebastián ·
 Ronde van Polen ·
 RideLondon Classic ·
  BinckBank Tour ·
 Ronde van Spanje ·
 EuroEyes Cyclassics ·
 Bretagne Classic ·
 GP van Quebec ·
 GP van Montreal ·
 Ronde van Lombardije ·
 Ronde van Turkije ·
 Ronde van Guangxi